# Anastasiya Ikan
Anastasiya Ikan (en ucraniano: Анастасія Ікан; Járkov, 2007) es una deportista ucraniana que compite en gimnasia rítmica, en la modalidad de conjuntos. Ganó una medalla de plata en el Campeonato Europeo de Gimnasia Rítmica de 2025, en la prueba de concurso completo.

## Palmarés internacional
| Campeonato Europeo | Campeonato Europeo | Campeonato Europeo | Campeonato Europeo |
| Año                | Lugar              | Medalla            | Prueba             |
| ------------------ | ------------------ | ------------------ | ------------------ |
| 2025               | Tallin (Estonia)   | Medalla de plata   | Equipo             |